# 奥田雄伍
奥田 雄伍（おくだ ゆうご、1999年2月18日-）は日本の男子バスケットボール選手である。広島県出身。ポジションはポイントガード（PG）。愛媛オレンジバイキングス所属。

## 経歴
1999年広島県に生まれる。広島市立仁保小学校・広島市立段原中学校・如水館高等学校を経て九州共立大学へ進学。2019シーズン春季九州大学トーナメント優勝・九州大学トーナメント優勝・全日本バスケットボール選手権大会ベスト16などの成績を残したほか、2018シーズン九州大学リーグ戦アシスト王・2019シーズン九州大学リーグ戦およびトーナメントアシスト王の個人タイトルを獲得した。
2019年12月19日、熊本ヴォルターズと特別指定選手契約を締結。12試合に出場し、MINPG6.40・PPG2.1・FG％40.0・3FG%22.2・FT%53.8・APG1.0・EFF2の成績を残す。
2020年4月1日、特別指定選手期間を終了。
2021年4月1日、熊本に練習生として参加。
2022年1月5日、熊本を退団。7日、金沢武士団と新規選手契約を締結。
同年6月30日、金沢と選手契約継続。
2023年6月26日、愛媛オレンジバイキングスと新規選手契約を締結。